# Robert Lee Davis
Robert Lee Davis (* 29. Oktober 1893 in Philadelphia, Pennsylvania; † 5. Mai 1967 in Timonium, Maryland) war ein US-amerikanischer Politiker. In den Jahren 1932 und 1933 vertrat er den Bundesstaat Pennsylvania im US-Repräsentantenhaus.

## Werdegang
Robert Davis besuchte die öffentlichen Schulen seiner Heimat und studierte danach an der Brown University in Providence (Rhode Island). Zwischen 1910 und 1932 arbeitete er für die Pennsylvania Railroad. Diese Zeit war durch seine Militärzeit in der US Navy während des Ersten Weltkrieges unterbrochen. Politisch wurde er Mitglied der Republikanischen Partei. Von 1928 bis 1932 war er geschäftsführender Direktor des Wahlkampfausschusses seiner Partei in Philadelphia; zwischen 1932 und 1935 war er dort regionaler Parteivorsitzender. 
Nach dem Rücktritt des Abgeordneten George Austin Welsh wurde Davis bei der fälligen Nachwahl für den sechsten Sitz von Pennsylvania als dessen Nachfolger in das US-Repräsentantenhaus in Washington, D.C. gewählt, wo er am 8. November 1932 sein neues Mandat antrat. Da er bei den regulären Kongresswahlen des Jahres 1932 nicht kandidierte, konnte er bis zum 3. März 1933 nur die laufende Legislaturperiode im Kongress beenden.
Nach dem Ende seiner Zeit im US-Repräsentantenhaus betätigte sich Robert Davis als privater Geschäftsmann. Er war unter anderem auf dem Immobilienmarkt tätig. Zwischen 1962 und 1967 war er Bezirksrat im Pinellas County in Florida. Er starb am 5. Mai 1967 in Timonium.